# Белеслин, Милош
Милош Белеслин (серб. Милош Белеслин; 8 сентября 1901, Нови-Сад, Транслейтания — 7 марта 1984, Нови-Сад) — югославский и сербский футболист.

## Карьера
Взрослую футбольную карьеру начал в клубе «Сегеди АК», за который играл с 1917 по 1919 год. Первую игру в национальном чемпионате сыграл 5 мая 1917 года. В 1919 году его семья переехала в Нови-Сад и Милош присоединился к составу местного клуба НАК Нови-Сад, за который играл до 1928 года. С 1928 года по 1930 гол выступал в составе клуба САНД Суботица, с 1930 года по 1933 год защищал цвета клуба ЖАК Суботица.
За сборную Югославии сыграл девять игр и забил один гол, в 1928 году в ворота сборной Чехословакии в Праге. Дебютировал в сборной 25 марта 1928 года в матче против сборной Венгрии в Будапеште, он играл левого защитника в паре с Милутином Ивковичем. Последний матч за сборную Югославии сыграл 4 мая 1930 года против сборной Румынии.
В 1928 году вместе со сборной отправился на Олимпийские игры 1928 года, однако не в одном матче в основной состав не попал и на поле не выходил.
В 1930 году он получил вызов в национальную сборную для участия в финальном турнире Чемпионата мира 1930 года в Уругвае, но так он являлся не профессиональным футболистом и работал на обычной работе, его работодатель не дал ему разрешения на поездку в Монтевидео.